# Тельбух Людмила В'ячеславівна
Людмила В'ячеславівна Тельбух (нар. 30 травня 1988) — український футбольний суддя, арбітр категорії ФІФА (з 2014 року).

## Життєпис
Народилася в Сімферополі. Здобула вищу освіту, закінчивши Таврійський національний університет імені В. І. Вернадського. У 2006 році почала кар'єру футбольного арбітра, обслуговуючи матчі регіональних змагань. Арбітр другої i першої ліги ПФЛ.